# Peter Thornton
Peter Thornton est un personnage de fiction dans la série télévisée MacGyver incarné par Dana Elcar. Il est le meilleur ami et le patron d'Angus MacGyver au Department of External Services (DXS) et à la Fondation Phoenix. Avec MacGyver, Thornton est un des rares personnages récurrents de la série.
Nous savons très peu de choses sur l'enfance et la vie de Pete avant sa première apparition dans la série. Nous connaissons toutefois le nom de son épouse Connie Thornton, avec qui il a un fils, Michael Thornton. Peter est un vétéran de la guerre du Viêt Nam. À une époque indéterminée, il quitte l'armée et rejoint le Department of External Services (DXS), une agence gouvernementale américaine impliquée dans des opérations officieuses. Il rencontre MacGyver en 1980 en traquant un dangereux assassin Murdoc, il est tellement impressionné qu'il le recrute immédiatement dans le DXS. Il accède au poste de Directeur délégué du DXS en 1986 avant de le quitter quelques mois plus tard.  Il va travailler pour la Fondation Phoenix en tant que chef des opérations, et prend MacGyver avec lui comme médiateur. Peter s'installe alors dans un emploi de bureau, mais accompagnera souvent MacGyver sur le terrain.
En 1991, l'acteur Dana Elcar développera un glaucome, une dégénérescence des yeux entraînant la cécité. Cet événement a été intégré à l'histoire et le personnage de Pete développera la même maladie. À la fin de nombre de ces épisodes lors de leur diffusion américaine, des messages encourageaient les téléspectateurs à consulter régulièrement des ophtalmologues pour faire vérifier leur vue.
Dans le premier épisode de MacGyver, Dana Elcar joue un rôle complètement différent appelé Andy Colson. Le personnage de Peter Thornton n'apparaîtra que dans l'épisode 1.11 : Cauchemars. Dans cet épisode, Pete est juste présenté comme un contact et il n'est pas fait mention de son amitié avec MacGyver.